# Cratere Chao Meng-Fu
Chao Meng-Fu è un cratere d'impatto presente sulla superficie di Mercurio, a 87,85° di latitudine sud e 133,19° di longitudine ovest. Il suo diametro è pari a 128,65 km. 
Il cratere è dedicato al calligrafo e pittore cinese Chao Meng-Fu, vissuto a cavallo fra XIII e XIV secolo.